# دينا عازار
دينا عازار (ولدت سنة 1972 في بيروت) هي مصممة مجوهرات ومذيعة تلفزيونية لبنانية وملكة جمال لبنان عام 1995. قدمت برنامج ديو المشاهير في أل بي سي. أطلقت في 2015 موقع نصائح الموضة والجمال «دنيا دينا».

## الدراسة
حاصلة على البكالوريوس في الأدب الإنجليزي.

## الحياة الخاصة
تزوجت من لبناني مقيم في الولايات المتحدة ثم تطلقت منه بعد 3 أشهر من الزواج.

## أعمالها

### البرامج التلفزيونية
- ديو المشاهير، أل بي سي، 2010، 2011
- محطات، قناة العربية
- إليك، تلفزيون دبي

### المسلسلات
- رماد وملح

## وصلات خارجية
- صفحتها على فيس بوك
- دنيا دينا